# Eurovision: Europe Shine a Light
A Eurovision: Europe Shine a Light (magyarul: Eurovízió: Európa Gyújts Fényt) egy élő televíziós műsor volt, amelyet az Európai Műsorszolgáltató Unió (EBU) szervezett a holland AVROTROS, NOS és NPO műsorszolgáltatókkal közösen. Ez a műsor váltotta fel a 2020-as Eurovíziós Dalfesztivált, amelyet a hollandiai Rotterdamban rendeztek volna, de a koronavírus világjárvány miatt eltöröltek.
A rendezvényt 2020. május 16-án, a hollandiai Hilversumból közvetítették élőben, és két órán keresztül húzódott el a műsor. A rendezvényt Chantal Janzen, Edsilia Rombley és Jan Smit vezette, akik a 2020-as dalverseny házigazdái lettek volna annak lemondása előtt.
A magyar MTVA nem kívánta közvetíteni az eseményt, így a YouTube-on lehetett figyelemmel követni a műsort.

## Háttér
Mivel a 2020-as Eurovíziós Dalfesztivál megrendezésére nem lehetett sort keríteni a koronavírus világjárvány (COVID-19) Európában való kitörése miatt, az EBU úgy döntött, hogy alternatívaként megrendezi a Eurovision: Europe Shine a Light-ot. A műsor nevét az Egyesült Királyság 1997-es képviselőjének, a Katrina and the Waves "Love Shine a Light" című dal ihlette, amely az ország eddigi utolsó dala, amellyel megnyerték a dalversenyt. Ez volt a negyedik alkalom, amikor az EBU a 25., 50. és 60. évfordulót követően rendezett egy speciális nem kompetitív jellegű gálaműsort.

## Formátum

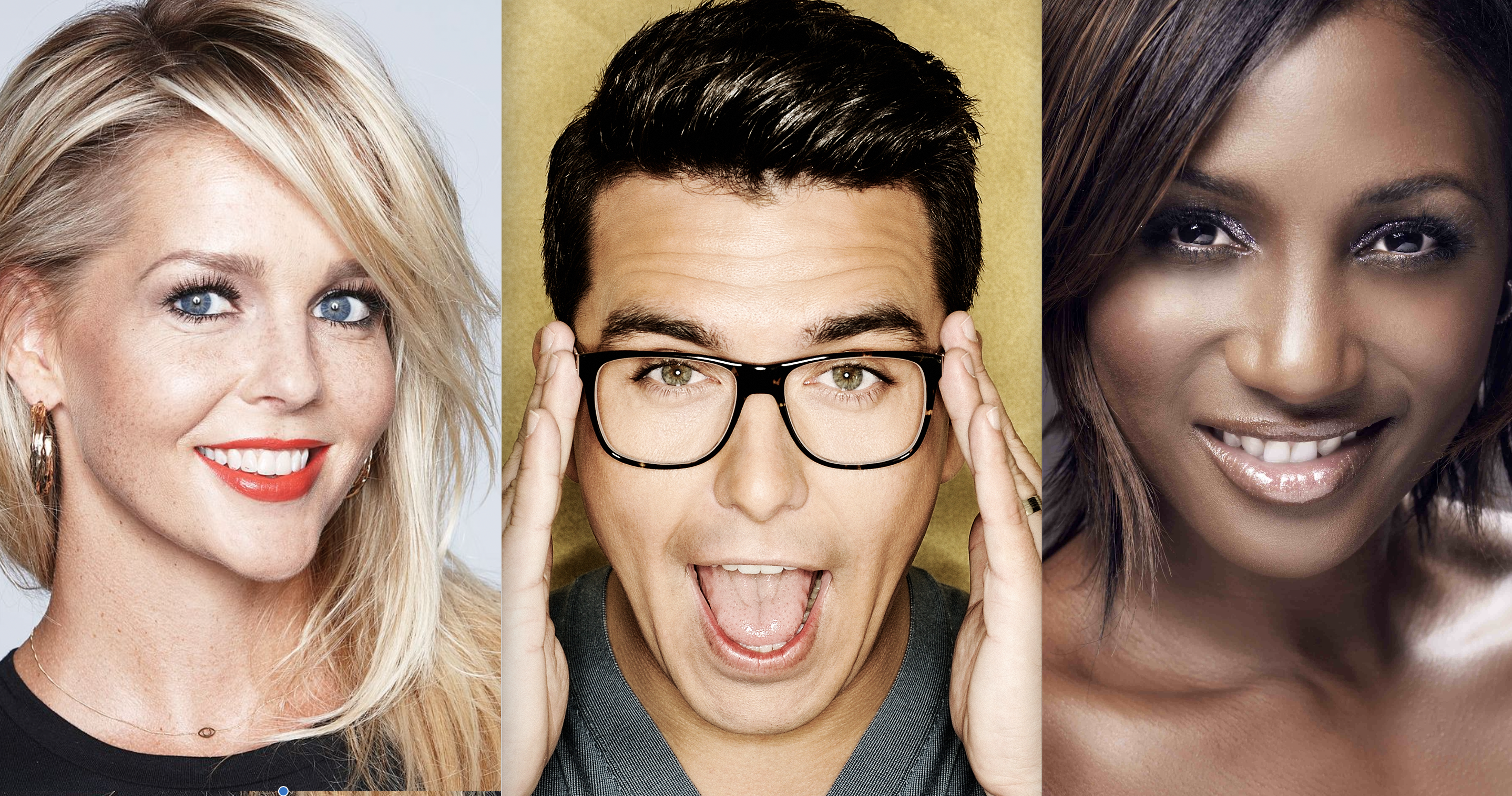
Chantal Janzen, Jan Smit és Edsilia Rombley, a műsorvezetők

A műsor alatt mind a 41 dalt, amelyeket kiválasztottak a 2020-as dalversenyre, verseny nélküli módon honorálták. A múltbeli résztvevőket szintén meghívtak, hogy jelenjenek meg. Az előadók  együttesen előadták saját országukból a Love Shine a Light-ot. Megjelentek az Eurovíziós rajongók klippjei is, akik Johnny Logantől a What’s Another Year? című dalát énekelték, amely az 1980-as Hágában rendezett dalversenyt nyerte meg.

### Helyszín

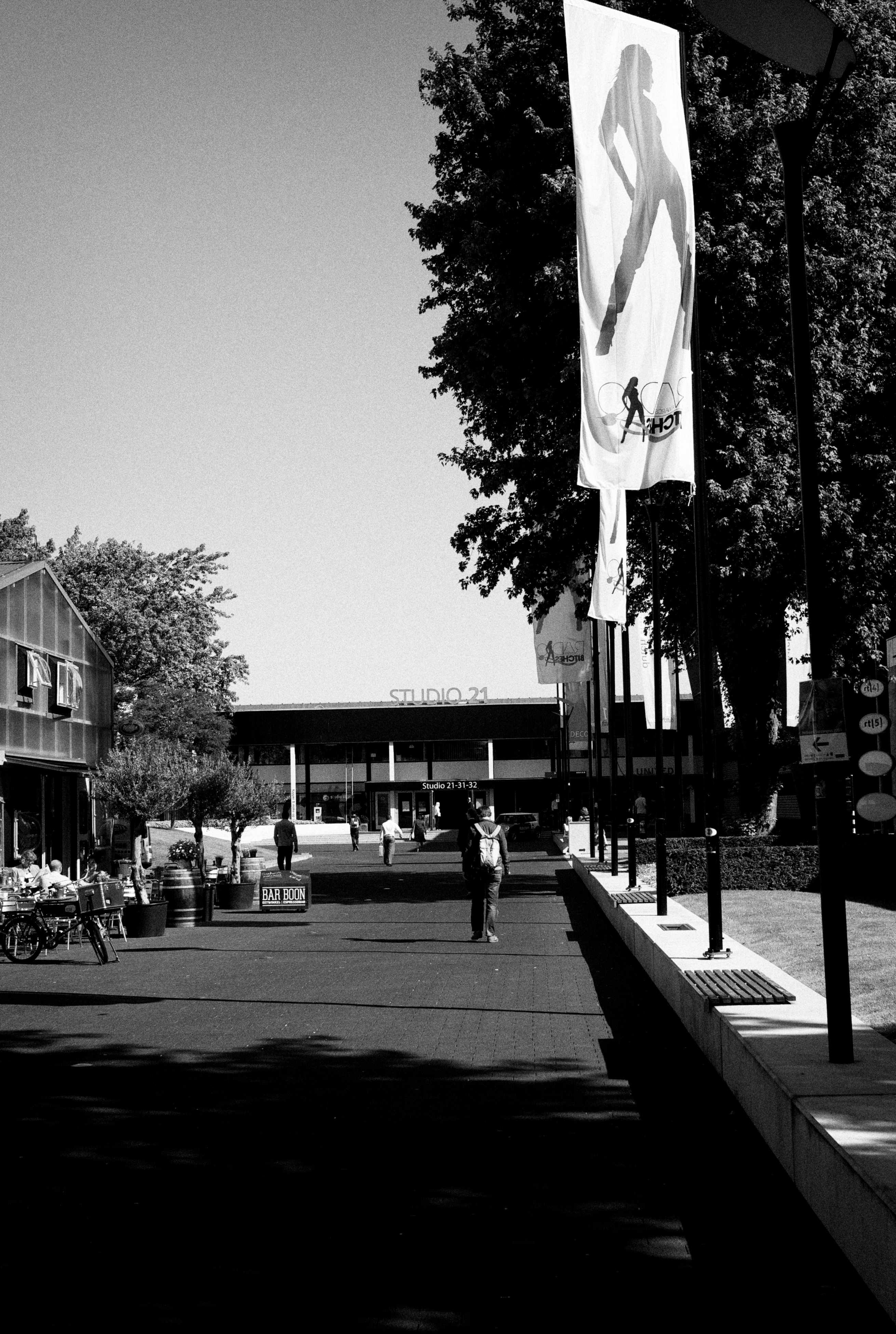
A Studio 21, Hilversumban.

2020. április 1-jén Hilversumot fogadták el az esemény házigazdájaként, a Media Parkon belül elhelyezkedő 21-es stúdió adott helyszínt a műsornak. Ez volt a második alkalom, hogy Hilversum eurovíziós rendezvényt rendezett, korábban 1958-ban tartották itt a dalfesztivált.

### Házigazdák
A rendezvényt Chantal Janzen, színésznő és televíziós műsorvezető, Jan Smit, énekes és kommentátor, valamint Edsilia Rombley, énekes, Hollandia kétszeri résztvevője (1998 és 2007) vezették. A 2020-as Eurovíziós Dalfesztiválnak ők hárman lettek volna a házigazdái. Mellettük Nikkie de Jager szépségápolási vlogger üzemeltette a show online tartalmát.

### Meghívott előadók
A műsor a következő Eurovíziós művészek előadásait fogja tartalmazni:
|    | Ország                                | Művész                                       | Dal                    |
| -- | ------------------------------------- | -------------------------------------------- | ---------------------- |
| 01 | Írország                              | Johnny Logan                                 | What's Another Year?   |
| 02 | Svédország                            | Måns Zelmerlöw                               | Heroes                 |
| 03 | Izrael                                | Gali Atari                                   | Hallelujah             |
| 03 | Hollandia                             | korábbi holland Junior Eurovíziós versenyzők | Hallelujah             |
| 04 | Olaszország                           | Diodato                                      | Nel blu dipinto di blu |
| 05 | Szerbia                               | Marija Šerifović                             | Molitva                |
| 06 | Hollandia                             | Rotterdami Filharmonikus Zenekar             | Love Shine a Light     |
| 07 | Németország                           | Michael Schulte                              | Ein bißchen Frieden    |
| 07 | Hollandia                             | Ilse DeLange                                 | Ein bißchen Frieden    |
| 08 | Izrael                                | Netta                                        | Cuckoo                 |
| 09 | Hollandia                             | Duncan Laurence                              | Someone Else           |
| 10 | Résztvevő országok (kivéve Belgiumot) | 2020-as előadók (kivéve a Hooverphonicot)    | Love Shine a Light     |
| 10 | Résztvevő országok (kivéve Belgiumot) | Katrina Leskanich                            | Love Shine a Light     |

### Megjelenések
| 1. Lengyelország – Viki Gabor (2019-es Junior Eurovíziós Dalfesztivál győztese) 2. Norvégia – Alexander Rybak (Norvégiát képviselte 2018-ban, a 2009-es verseny győztese) 3. Hollandia – Lenny Kuhr (Az 1969-es verseny egyik győztese) 4. Belgium – Sandra Kim (Az 1986-os verseny győztese) 5. Luxemburg – Anne-Marie David (Franciaországot képviselte 1979-ben, az 1973-as verseny győztese Luxemburg színeiben) 6. Írország – Niamh Kavanagh (Írországot képviselte 2010-ben, az 1993-as verseny győztese) 7. Hollandia – Getty Kaspers (Az 1975-ös verseny győztese a Teach-In együttes tagjaként) 8. Azerbajdzsán – Ell & Nikki (Az 2011-es verseny győztesei) | 1. Oroszország – Sergey Lazarev (Oroszországot képviselte 2016-ban és 2019-ben) 2. Írország – Dana (Az 1970-es verseny győztese) 3. Görögország – Elena Paparizou (Görögországot képviselte 2001-ben az Antique együttes tagjaként, a 2005-ös verseny győztese) 4. Svédország – Carola (Svédországot képviselte 1983-ban és 2006-ban, az 1991-es verseny győztese) 5. Ausztria – Conchita Wurst (A 2014-es verseny győztese) 6. Svédország – Björn Ulvaeus (Az 1974-es verseny győztese az ABBA tagjaként) 7. Egyesült Királyság – Graham Norton (Az Egyesült Királyság kommentátora) |

### Nevezetességek megvilágítása
Európa különféle nevezetességei az adás bizonyos pontjában ki voltak világítva.  Csehország, Finnország és Moldova nem csatlakozott a kivilágításhoz. Az alábbi látványosságok szerepeltek a műsorban: 
| Ország             | Tájékozódási pont                                   | Város         |
| ------------------ | --------------------------------------------------- | ------------- |
| Albánia            | Skanderbeg -szobor                                  | Tirana        |
| Ausztrália         | Sydney-i Operaház                                   | Sydney        |
| Ausztria           | Bécsi óriáskerék                                    | Bécs          |
| Azerbajdzsán       | Crystal Hall (2012-es verseny helyszíne)            | Baku          |
| Belgium            | Atomium                                             | Brüsszel      |
| Bulgária           | Ivan Vazov Színház                                  | Szófia        |
| Ciprus             | Elnöki palota                                       | Nicosia       |
| Dánia              | A kis hableány szobra                               | Koppenhága    |
| Egyesült Királyság | London Eye                                          | London        |
| Észak-Macedónia    | Macedón Régészeti Múzeum                            | Szkopje       |
| Észtország         | Tallinni dalfesztivál terület                       | Tallinn       |
| Fehéroroszország   | Fehéroroszország Nemzeti Könyvtára                  | Minszk        |
| Franciaország      | Eiffel-torony                                       | Párizs        |
| Görögország        | Akropolisz                                          | Athén         |
| Grúzia             | Béke Híd                                            | Tbiliszi      |
| Hollandia          | Erasmusbrug                                         | Rotterdam     |
| Horvátország       | Horvát Nemzeti Könyvtár                             | Zágráb        |
| Írország           | Cashel-szikla                                       | Cashel        |
| Izland             | Harpa                                               | Reykjavík     |
| Izrael             | Jeruzsálem óvárosa                                  | Jeruzsálem    |
| Lengyelország      | Királyi palota                                      | Varsó         |
| Lettország         | Lettország Nemzeti Könyvtára                        | Riga          |
| Litvánia           | Litván Nemzeti Opera és Balett Színház              | Vilnius       |
| Málta              | Esplora Interaktív Tudományos Központ               | Valletta      |
| Németország        | Elbai Filharmónia                                   | Hamburg       |
| Norvégia           | Oslói Operaház                                      | Oslo          |
| Olaszország        | Capitolinus                                         | Róma          |
| Oroszország        | Szpasszkaja torony és a Boldog Vazul-székesegyház   | Moszkva       |
| Örményország       | Jereváni tévétorony                                 | Jereván       |
| Portugália         | Belém-torony                                        | Lisszabon     |
| Románia            | Piața Unirii                                        | Bukarest      |
| San Marino         | Szabadság-szobor és a Palazzo Pubblico              | San Marino    |
| Spanyolország      | Királyi Színház (1969-es verseny helyszíne)         | Madrid        |
| Svájc              | Matterhorn                                          | Wallisi-Alpok |
| Svédország         | Avicii Arena (2000-es és 2016-os verseny helyszíne) | Stockholm     |
| Szerbia            | Stari dvor                                          | Belgrád       |
| Szlovénia          | Ljubljanai Kastély                                  | Ljubljana     |
| Ukrajna            | Kijevi Tévéközpont                                  | Kijev         |

## Nemzetközi közvetítések
A műsor május 16-án kerül képernyőre, közép-európai nyári időszámítás szerint este 21 órakor. Magyarországon a Duna nem közvetítette a műsort. A következő országok közvetítiették az élő műsort: 
| Ország                 | Műsorsugárzó             | Csatorna                 | Kommentátorok                                                                       | Forrás        |
| ---------------------- | ------------------------ | ------------------------ | ----------------------------------------------------------------------------------- | ------------- |
| Albánia                | RTSH                     | RTSH 1, RTSH Muzikë      | Andri Xhahu                                                                         | [ 14 ] [ 15 ] |
| Ausztrália             | SBS                      | SBS                      | Joel Creasey és Myf Warhurst                                                        |               |
| Ausztria               | ORF                      | ORF 1                    | Andi Knoll                                                                          |               |
| Azerbajdzsán           | İctimai Television (İTV) | İctimai Television (İTV) | Murad Arif                                                                          |               |
| Belgium                | RTBF                     | La Une                   | franciául: Jean-Louis Lahaye és Maureen Louys                                       | [ 16 ]        |
| Belgium                | VRT                      | Eén                      | hollandul: Peter Van de Veire                                                       | [ 17 ]        |
| Bulgária               | BNT                      | BNT 1, BNT 4             | Elena Rosberg és Petko Kralev                                                       | [ 18 ]        |
| Ciprus                 | CyBC                     | RIK 1, RIK Sat           | Andreas Iakovidis                                                                   | [ 19 ]        |
| Csehország             | ČT                       | ČT art                   | Jan Maxián                                                                          | [ 20 ] [ 21 ] |
| Dánia                  | DR                       | DR1                      | Ole Tøpholm                                                                         | [ 22 ]        |
| Egyesült Királyság     | BBC                      | BBC One                  | Graham Norton                                                                       | [ 23 ]        |
| Észak-Macedónia        | MRT                      | MRT 1                    | Aleksandra Jovanovska                                                               | [ 24 ]        |
| Észtország             | ERR                      | ETV                      | észtül: Marko Reikop                                                                | [ 25 ] [ 26 ] |
| Észtország             | ERR                      | ETV+                     | oroszul: Yuliya Kalenda és Aleksandr Khobotov                                       | [ 25 ] [ 26 ] |
| Fehéroroszország       | BTRC                     | Belarus 1                | Evgeny Perlin                                                                       | [ 27 ] [ 28 ] |
| Finnország             | Yle                      | Yle TV2                  | finnül: Mikko Silvennoinen és Krista Siegfrids svédül: Eva Frantz és Johan Lindroos | [ 29 ]        |
| Franciaország          | France Télévisions       | France 2                 | Stéphane Bern                                                                       | [ 30 ] [ 31 ] |
| Görögország            | ERT                      | ERT1                     | Maria Kozakou                                                                       | [ 32 ] [ 33 ] |
| Grúzia                 | GPB                      | 1TV                      | Demetre Ergemlidze                                                                  |               |
| Hollandia              | AVROTROS                 | NPO 1                    | Cornald Maas                                                                        | [ 34 ]        |
| Horvátország           | HRT                      | HRT 1                    | Andreas Iakovidis                                                                   |               |
| Írország               | RTÉ                      | RTÉ One                  | Marty Whelan                                                                        |               |
| Izland                 | RÚV                      | RÚV 1                    | Felix Bergsson                                                                      |               |
| Izrael                 | IPBC (Kan)               | Kan 11                   | ismeretlen                                                                          | [ 35 ]        |
| Lengyelország          | TVP                      | TVP1, TVP Polonia        | Artur Orzech                                                                        | [ 36 ] [ 37 ] |
| Lettország             | LTV                      | LTV1                     | Toms Grēviņš                                                                        | [ 38 ]        |
| Litvánia               | LRT                      | LRT televizija           | Ramūnas Zilnys                                                                      | [ 39 ]        |
| Málta                  | PBS                      | TVM                      | ismeretlen                                                                          |               |
| Moldova                | TRM                      | Moldova 1                | ismeretlen                                                                          |               |
| Németország            | ARD/NDR                  | Das Erste                | Michael Schulte és Peter Urban                                                      | [ 40 ] [ 41 ] |
| Norvégia               | NRK                      | NRK1                     | nem volt                                                                            |               |
| Olaszország            | RAI                      | Rai 1                    | Flavio Insinna and Federico Russo                                                   | [ 42 ] [ 43 ] |
| Olaszország            | RAI                      | Rai 4, Rai Radio 2       | Gino Castaldo és Ema Stokholma                                                      | [ 42 ] [ 43 ] |
| Oroszország            | Pervij Kanal             | Pervij Kanal             | Yuriy Aksyuta és Yana Churikova                                                     | [ 44 ]        |
| Örményország           | AMPTV                    | H1                       | David Tserunyan és Emma Hakobyan                                                    |               |
| Portugália             | RTP                      | RTP1, RTPi               | Nuno Galopim                                                                        | [ 45 ]        |
| Románia                | TVR                      | TVR1, TVRi               | Bogdan Stănescu                                                                     | [ 46 ]        |
| San Marino             | SMRTV                    | San Marino RTV           | Flavio Insinna és Federico Russo                                                    | [ 47 ]        |
| Spanyolország          | RTVE                     | La 1, TVEi               | Tony Aguilar és Eva Mora                                                            | [ 48 ] [ 49 ] |
| Svájc                  | SRG SSR                  | RSI La 2                 | olaszul: Clarissa Tami és Sebalter                                                  | [ 50 ] [ 51 ] |
| Svájc                  | SRG SSR                  | RTS 1                    | franciául: Yoann Provenzano és Jean-Marc Richard                                    | [ 50 ] [ 51 ] |
| Svájc                  | SRG SSR                  | SRF 1                    | németül: Sven Epiney                                                                | [ 52 ]        |
| Svédország             | SVT                      | SVT1                     | ismeretlen                                                                          | [ 53 ]        |
| Szerbia                | RTS                      | RTS1, RTS Svet           | Duška Vučinić                                                                       | [ 54 ]        |
| Szlovénia              | RTVSLO                   | TV Slovenija 1           | Andrej Hofer                                                                        | [ 55 ]        |
| Ukrajna                | UA:PBC                   | UAPersij                 | Timur Mirosnicsenko                                                                 | [ 56 ] [ 57 ] |
| Ukrajna                | UA:PBC                   | UA:Radio Promin          | Oleksandra Franko és Les Myrnyi                                                     | [ 58 ] [ 59 ] |
| Ukrajna                | STB                      | STB                      | Timur Mirosnicsenko                                                                 | [ 60 ]        |
| Nem résztvevő országok |                          |                          |                                                                                     |               |
| Bosznia-Hercegovina    | BHRT                     | BHT 1                    | Maja Miralem                                                                        |               |
| Kazahsztán             | Khabar Agency            | Khabar TV                | Nursultan Qurman és Mahabbat Esen                                                   |               |
| Koszovó                | RTK                      | RTK 1                    | ismeretlen                                                                          |               |
| Montenegró             | RTCG                     | RTCG 1, Radio 98         | ismeretlen                                                                          |               |

## Térkép

Országok, melyek részt vettek volna a 2020-as versenyen és közvetítették a műsort
Országok, melyek nem vettek volna részt a 2020-as versenyen, de közvetítették a műsort
Országok, melyek korábban részt vettek a versenyen, de nem közvetítették a műsort

## Lásd még
- 2020-as Eurovíziós Dalfesztivál